# Garam Masala

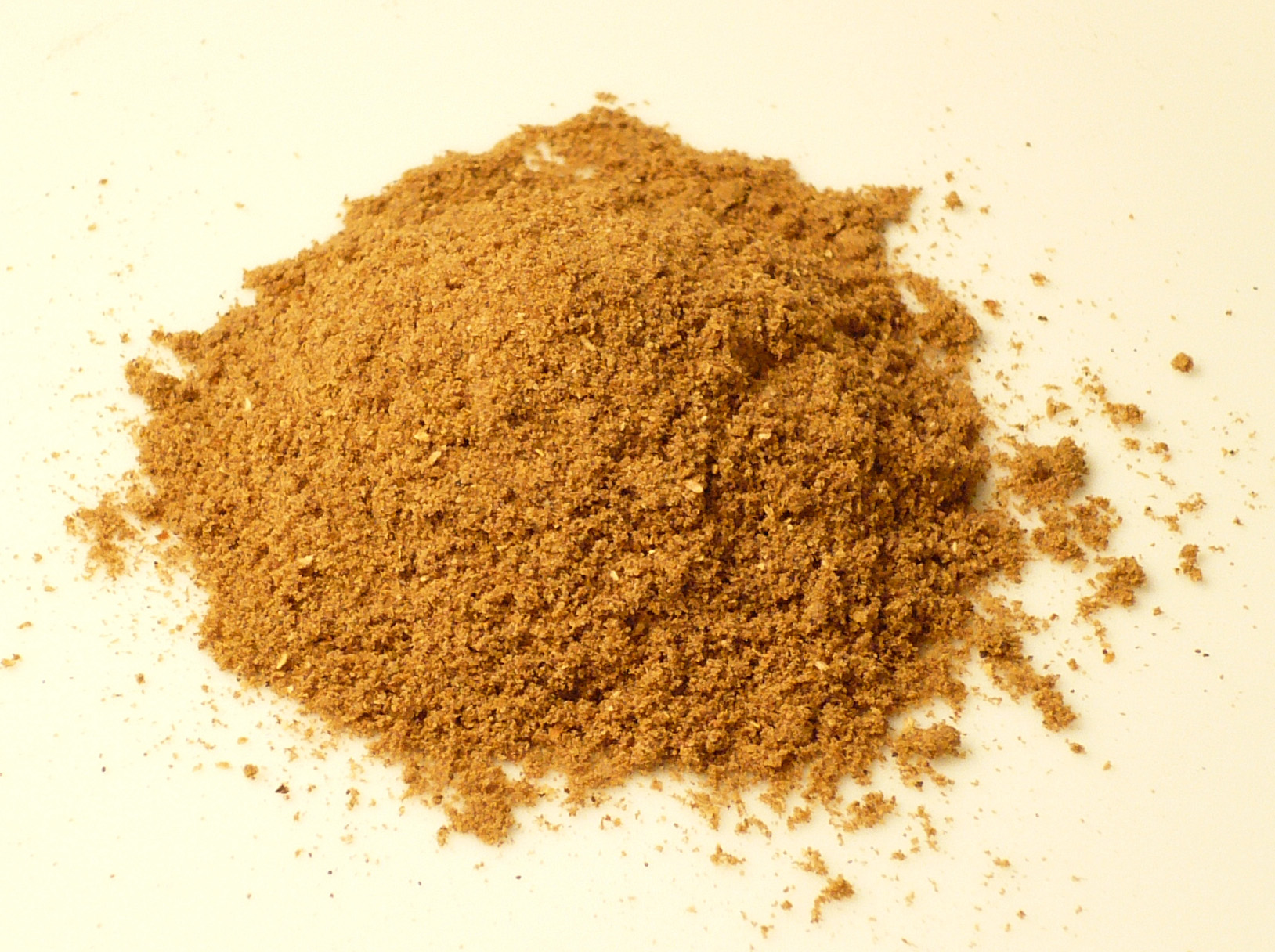
Garam Masala, gemahlene, fertige Mischung

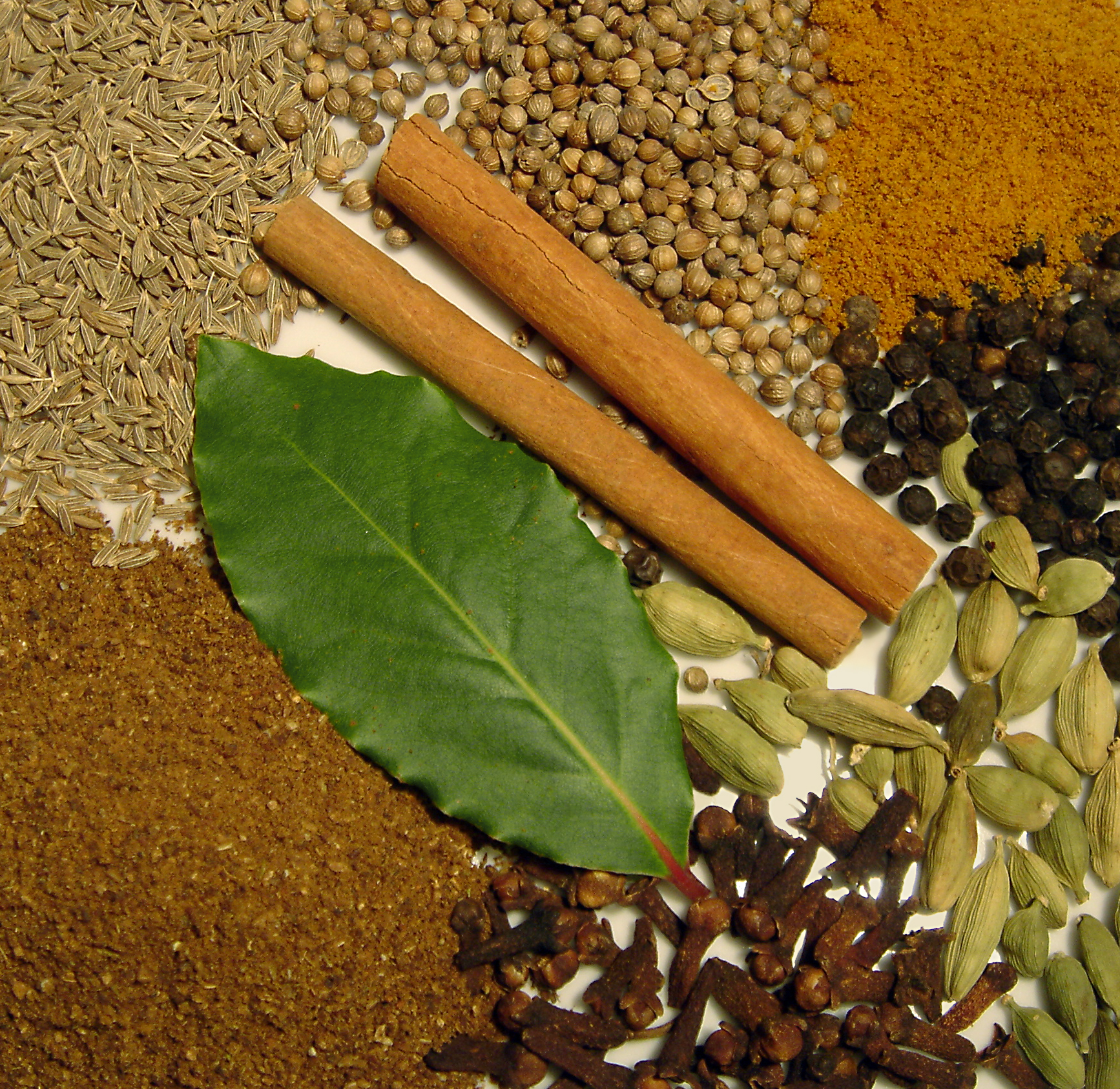
Typische Gewürze für Garam Masala – im Uhrzeigersinn von oben links: Kreuzkümmel, Koriander, gemahlene Muskatblüte, schwarzer Pfeffer, grüner Kardamom, Gewürznelken, gemahlener schwarzer Kardamom, in der Mitte Lorbeerblatt und Zimt.

Garam Masala (Hindi गरम मसालाⓘ garam masālā [ˈɡʌrʌm mʌˈsɑːlɑː], deutsch ‚heißes Gewürz‘) ist eine Gewürzmischung (Masala) der indischen Küche.

## Herstellung und Zusammensetzung
Die traditionellen Mischungen enthalten Gewürze, die nach der ayurvedischen Heilkunde den Körper erhitzen sollen. Dazu zählen unter anderem schwarzer Kardamom, Zimt, Gewürznelken, schwarzer Pfeffer und Kreuzkümmel. Nahezu jede Familie hat ein eigenes Rezept, wobei die modernen Mischungen auch Gewürze wie Fenchel oder grünen Kardamom enthalten, die nach der Lehre kühlende Wirkung haben sollen.
Die Auswahl der verwendeten Gewürze bestimmt das Aroma des Garam Masala. Schärfe wird durch Zugabe von Chili erreicht, auch die Zugabe von Koriandersamen oder Safran ist möglich. Die unzerkleinerten Zutaten werden üblicherweise zunächst trocken in einer Pfanne geröstet, damit die ätherischen Öle und Geschmacksstoffe freigesetzt werden und nach Abkühlung im Mörser zerstoßen oder in einer Gewürzmühle gemahlen, können aber auch unzerkleinert mit ganzen Gewürzen verwendet werden. Die Mischung ist gut verschlossen mehrere Monate haltbar.

## Aussehen und Verwendung
Garam Masala hat eine tabakbraune Farbe. Die Würzmischung kann entweder zu Beginn des Kochvorgangs in heißem Fett angeröstet werden, meistens wird sie jedoch erst zu Ende hinzugegeben. Viele indische Rezepte verwenden Garam Masala eher sparsam und als Komponente, die den Grundgeschmack liefert. Die meisten Gerichte enthalten daher noch weitere Gewürze.